# Эннетбаден
Эннетбаден (нем. Ennetbaden) — коммуна в Швейцарии, в кантоне Аргау.
Входит в состав округа Баден-Аргау.  Население составляет 2938 человек (на 31 декабря 2007 года). Официальный код  —  4026.

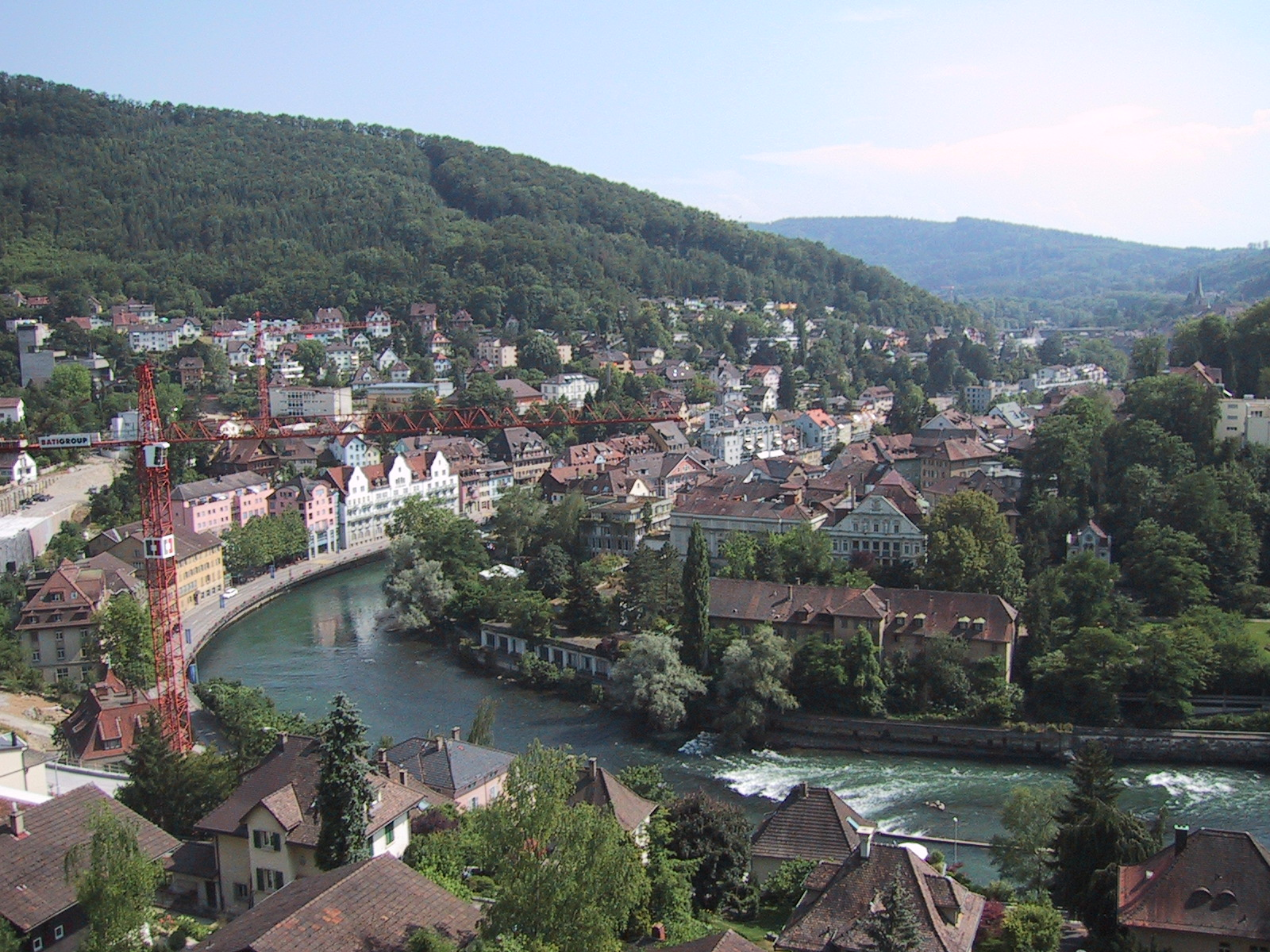
Эннетбаден

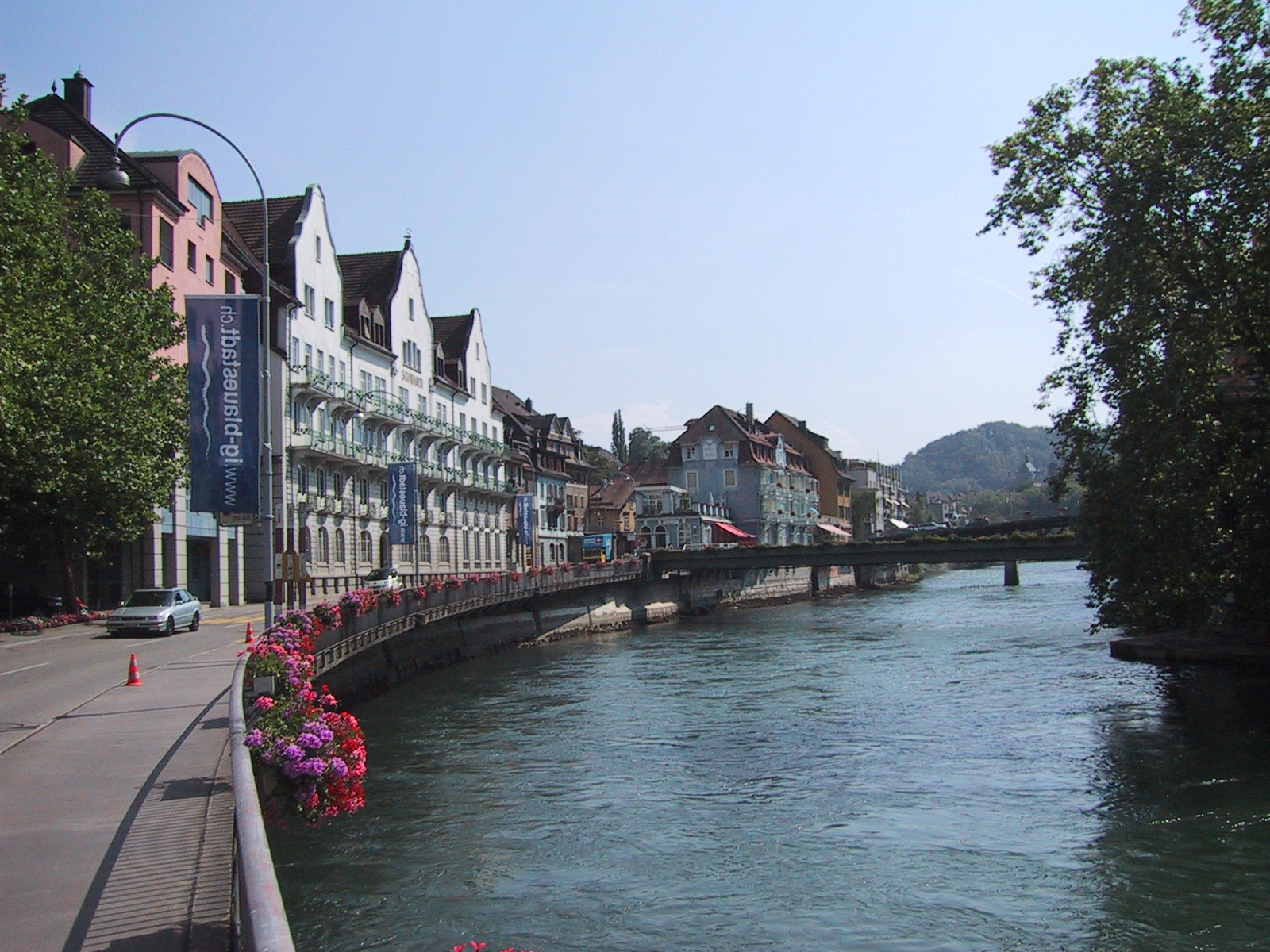
Мост